# 抗獨史陣線
抗獨史陣線（前名學生捍衛國史同盟）為2012年成立的臺灣政治團體，支持馬英九政府的台灣高中歷史課綱微調案。其訴求為支持中華民國正統、反對台灣獨立，反去中國化，主張中華民國的歷史教科書史觀應符中華民國憲法要求，成員包含新黨青年委員會的王炳忠、林明正、侯漢廷等人。
2018年6月13日，臺灣臺北地方檢察署起訴王炳忠案，王炳忠親筆註記的「台灣統派青年核心小組綱領及章程」文件記載「統派青年核心小組以海峽兩岸和平統一為最高目標，在中國共產黨的指導和幫助下，團結整合兩岸統一力量」、「以新中華兒女學會為常設組織機構。根據島內形勢需要，設立抗獨史陣線、保家衛國行動聯盟、中華復興社，大專院校中華學會等外圍團體，積極壯大組織，開展政治活動」。

## 沿革
最早由三名高中生胡少艾、李辰諭、簡至佑在臉書上發起，名為學生捍衛國史同盟，聲援馬英九政府修正教科書課綱，主張教科書史觀必須回歸《中華民國憲法》、重建合憲的國家史觀，反對台灣獨立思想。而後陸續有其他青年團體加盟合組，改稱抗獨史陣線，以新黨青年委員會為主要成員。
2014年2月7日，抗獨史陣線前往教育部，聲援教育部堆動高中課綱修正。
2014年2月27日，抗獨史陣線發表聲明抗議電影《KANO》，指責有皇民化史觀。
2014年3月12日，抗獨史陣線約十名學生到教育部前，力挺高中課綱微調。
2014年4月17日，台灣團結聯盟立法委員賴振昌在立法院教育及文化委員會高中課綱公聽會發言，強調不支持高中課綱微調，包括歷史課綱中將關於慰安婦的論述增加「被迫」二字；他說，慰安婦是否全部都是被迫的，學界還有爭議，「教育部有什麼證據說慰安婦百分之百都是被迫的？」2014年4月18日，抗獨史陣線發布新聞稿抨擊賴振昌，抗獨史陣線召集人王炳忠說，賴振昌此言反映高中課綱微調反對者的真實企圖，他們口口聲聲維護台灣主體性，其實是為日本軍國主義喉舌、妄想日本皇民化運動在台灣復辟，「台灣人民應該要想想，這些人到底在怕什麼」；抗獨史陣線共同發起人林明正則說，日本殖民者蹂躪、侵害台灣慰安婦，這是超脫國家認同、超脫統獨意識的大是大非，一些以台灣團結聯盟為代表的台獨分子卻為了討好日本軍國主義而違背去殖民化的普世價值。
2014年中華民國直轄市議員及縣市議員選舉，新黨提名抗獨史陣線成員王炳忠與林明正參選新北市議員，皆落選。
2015年8月22日，新黨舉辦22周年黨慶，針對前總統李登輝在日本PHP研究所《Voice》月刊2015年9月號所說台灣與日本在第二次世界大戰時期「同屬一國」、「既然同屬一國，台灣對日抗戰就不是事實」的「媚日」言論，抗獨史陣線由王炳忠帶頭大喊「岩里政男滾回去，慢走不送」；林明正則強調中華民國在憲法中的主體性，批評李登輝與反課綱運動企圖扭曲日本在台灣殖民統治的歷史，並向他們喊話「有本事就去修憲」。

## 外部連結
- 抗獨史陣線臉書 （页面存档备份，存于）